# Mick Woodmansey
Michael "Woody" Woodmansey (4 de fevereiro de 1950) é um baterista inglês. É mais conhecido pelo seu trabalho, no início da década de 1970, como membro da banda de apoio a David Bowie que se tornou conhecida por The Spiders from Mars, com o lançamento do álbum de 1972 The Rise and Fall of Ziggy Stardust and the Spiders from Mars. Após a morte de Bowie, em 2016, Woodmansey é o único membro vivo dos Spiders.